# 太平洋方尾鯧
太平洋方尾鯧，為輻鰭魚綱鱸形目鯧亞目方尾鯧科的其中一種，分布於印度洋及太平洋熱帶海域，為外洋性魚類，屬肉食性，以水母及櫛水母為食。

## 擴展閱讀
維基物種上的相關：太平洋方尾鯧